# Guzmania confinis
Guzmania confinis är en gräsväxtart som beskrevs av Lyman Bradford Smith. Guzmania confinis ingår i släktet Guzmania och familjen Bromeliaceae. Inga underarter finns listade i Catalogue of Life.